# モンゴルの高麗侵攻
モンゴルの高麗侵攻（モンゴルのこうらいしんこう）は、朝鮮半島を統治していた高麗王朝に対して、モンゴル帝国が1231年から1273年にわたり繰り返し行った戦争を指す。この間、主要な戦いは9度行われ、高麗の国土は荒廃した。戦争の結果、その後約80年にわたり高麗はモンゴル／元朝の支配下に置かれることとなる。ただし、周辺国とは異なり、外交を通じて王朝自体は存続していた。

## 侵攻までの経緯
高麗とモンゴルの関係の始まりは1218年である。当時、金朝に属していた契丹族の一部は黒契丹、後遼と呼ばれ、満洲から高麗に乱入して江東城（カンドンソン）に籠城すると、モンゴルと高麗は共同でこれを滅ぼしている。その後の1220年から1223年にかけて高麗王国は連年モンゴルへ朝貢し、後年とは異なり奴隷を要求されていない。1225年にモンゴル使節が殺害される事件が起き、やがてモンゴルの侵攻を招くが、チンギス・カンは事件の時点には西夏への遠征中であり、高麗への侵入はチンギスの死後、三男のオゴデイがカアンに即位した後に行われた。
12世紀後半の1170年、高麗で文臣の支配に対して武臣（軍人）によるクーデターが起きて、以降1270年まで武臣政権と呼ばれる執政体制が敷かれた。1196年に崔忠献（チェ・チュンホン）が政権を握ると「牛峰崔氏」一族が権力を握った。モンゴルによる高麗侵攻当時、崔氏2代目の崔瑀（チェ・ウ）が政権を運営していた。

## 第一次侵攻

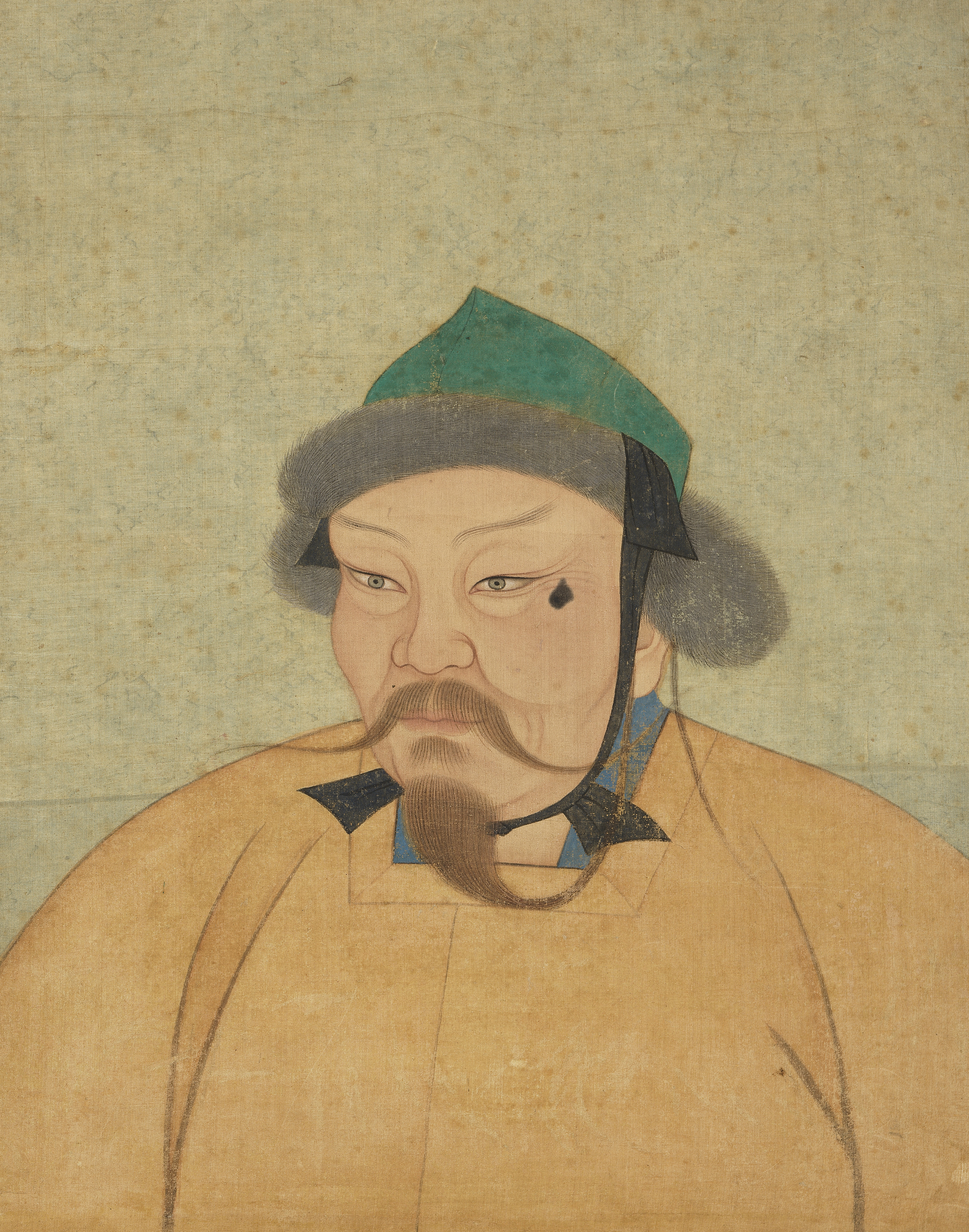
オゴデイ・カアン

1231年（太宗3年8月）、オゴデイは先の使者殺害を詰問し高麗に降伏・臣従を促す国書を送る。これを機にモンゴルによる高麗侵攻が始まる。

### 開京陥落と降伏
サリクタイ・コルチに率いられたモンゴル軍は鴨緑江を越え、瞬く間に国境の義州を陥落させた。このとき高麗の洪福源将軍（ホン・ボグォン）は1500戸を引き連れてモンゴルに降伏した。高麗軍は安州および亀城で迎撃したが、安州を落としたサリクタイは亀城を包囲して落とせないとなると、モンゴル軍を一挙に首都の開京に進めて攻略に成功した。高麗朝廷は首都陥落を受け、モンゴルの侵攻に抵抗できないと悟ると講和を求めることとなる。これに対しモンゴルは毛皮1万枚、馬2万頭、100万人分の軍服および大勢の奴隷など大量の貢物を要求した。
サリクタイは1232年春、主力軍を北に撤収させたが、高麗が講和条件を守るかどうか監視させるためもあり、開城その他の都市に72人の「ダルガチ」（統治官）を配置した。

### 高麗の反撃と江華島への遷都
しかし同1232年、崔瑀はモンゴルが配置したダルガチ72人を全員殺害した。さらに国王高宗と開京の民を引き連れて、京畿道沖にある江華島に朝廷を移し、モンゴルの脅威に備えて防備を固めた。モンゴル軍は陸戦には長けているが、海戦には不向きと判断したためである。崔瑀は国内の船を総動員して兵や軍事物資を江華島へ運搬した。また平民にも城や山砦、沖合の島などへの移動命令が出されたが、実現不可能な空文に過ぎなかった。江華島には強固な砦が築かれ、対岸の半島本土側にも小規模な城壁が施され、文殊山（ムンスサン、慶尚北道）には二重壁が建設された。労役につかせた結果、農村の休耕や国土の荒廃を招くことになる。

## 第二次侵攻
モンゴル側はこれらの朝廷移転やダルガチの殺害という明確な敵対行為に対して、2度目の遠征を行った。モンゴル軍は、第1次侵攻で降伏した洪福源に兵を率いさせると、半島北部を制圧。続いて半島南部へ到達したが、陸地からわずかの距離しかない江華島の制圧はできず、光州で反撃された。この間、サリクタイは龍仁附近で行われた処仁城（チョインソン）の戦いで流れ矢に当たり戦死し、モンゴルは撤退を余儀なくされた。

## 第三次侵攻

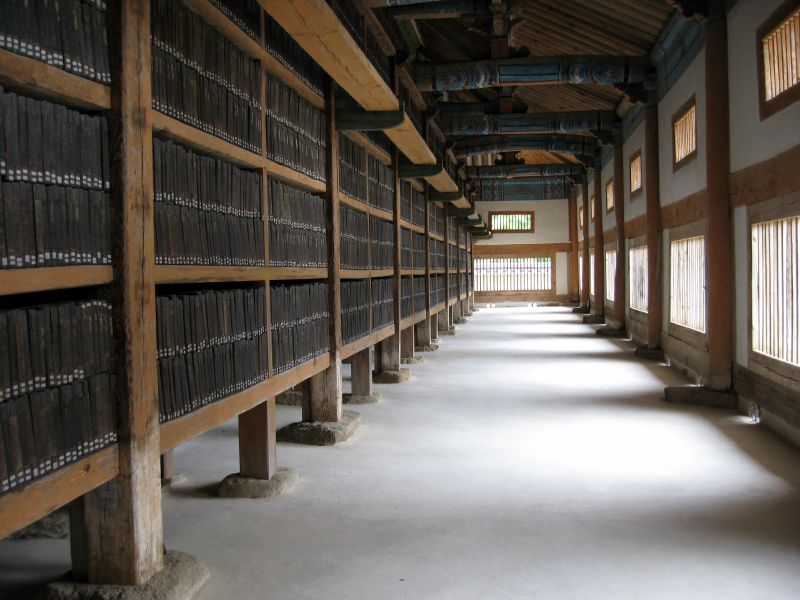
海印寺・大蔵経経板閣内の版木

この状況を受けたオゴデイは、1234年に金を滅亡させた勢いで3度目の高麗制圧を企図し、1235年から慶尚道・全羅道全域で掠奪が始まった。モンゴル軍は江華島政権および半島本土の山城の攻略を避け、高麗軍の補給を絶つため農地を焼き払う挙に出た。江華島政権は防御をより固めていたが、度重なるモンゴル軍の侵略に対して、抗戦不能に陥りつつあった。
他方の江華島では1236年、高宗が第2次侵攻の際に戦災で焼失した符仁寺（プインサ）大蔵経の版木の復元を指示していた。戦火にたえた高麗は1238年、再び和議を望むようになる。停戦の条件として高麗王室から人質を差し出すと申し入れると講話が成立し、モンゴル軍は撤収に傾きかけた。ところが、人質は王室に無関係の人間を王族と偽ったと知ったモンゴル側は激怒し、高麗王室に江華島から退去し、海上の艦艇すべてを一掃したうえ、モンゴルに背く貴族の身柄を差し出すよう強硬に求めた。しかし高麗側は人質に王族佺と貴族子弟10人を差し出したほかは要求を拒絶した。

## 第四次侵攻

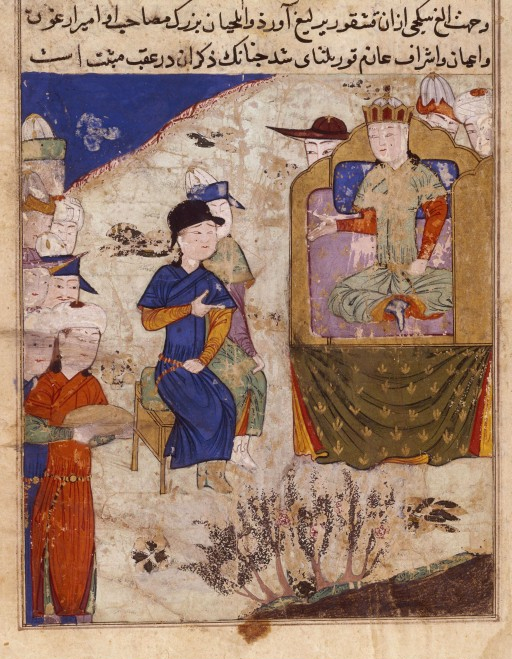
『世界征服者史』より、クリルタイで過ごすモンケ・カアン、1251年8月末（1438年に書写した写本）

1247年、モンゴルは4度目の派兵で高麗を攻めると、江華島から松都（開京）への還都を求め、再び高麗王族を人質に出すように命じて、アムカン率いるモンゴル軍は塩州に駐屯する。高麗朝廷が開京への帰還を拒むと、再び全土で掠奪をくり広げる。グユク・カンの崩御（1248年）に際して一時、兵を引いたほかは、1250年まで襲撃を続けた。その間の1249年、高麗では反モンゴル戦争を主導した#崔瑀が落命している。

## 第五次侵攻
モンゴルではグユク没後の後継争いを治めたモンケが即位すると、1251年、イェグに高麗侵攻を頼む。崔瑀亡き後、その跡を継いで高麗朝廷の執政者となった崔沆（チェ・ハン）は江華島を固く守り、モンゴルは陥落できないまま東州から春州、楊根から襄州などを攻め落とした後、忠州城に迫った。このとき、イェグは突然、病気を理由に国に戻っていき、その途上で高麗から全軍撤収を求める高麗側の使節が追いつく。妥協の姿勢をわずかに見せたモンゴル側は洪高伊に講和を任せ、高宗は江華島を離れて昇天府でモンゴル使者に謁見した。モンゴル軍はほぼ同じ時期に、70日におよぶ熾烈な忠州城攻防戦で利を失い、ついに撤退を始めていた。

## 第六次侵攻

### モンケによる江華島朝廷への出陸要求
1251年10月、モンケはモンゴル帝国第4代皇帝に即位すると、自らの即位を通告する使者として将困、洪高伊ら40人を送り、詔を発して国王高宗に「出陸」（江華島からの退去と半島本土への帰還）および「親朝」（自らのモンゴル宮廷への出頭）を求めた。これを受けた高麗宮廷は朝議で紛糾し、太子を代わりに遣わすか、あるいは高宗は老病のため親朝できないと返書しておき、これを詰問されるまで太子を名代に遣わす時期を延ばせばよいという意見が出た。
翌1252年正月にモンゴル側に#李峴を使者として送り出したが、モンゴル側からは7月、国王の出陸を審問する命を帯びて多可・阿土ら37人が着いた。一旦は使者をモンゴルに送ってあるから、高麗国王は近く出陸すると答えたところ、モンゴル側はこれを言質にとり、再度、使者をよこしたのである。国王高宗の出陸を要求した使者たちはモンケの命で、高麗が遣わした李峴はモンゴル宮廷に留め置いたと告げ、モンケに課された指令を伝えた。「（高麗）国王が陸でお前たち（モンケの使者）を迎えるならば、たとえ高麗民たちがまだモンゴルへ向かわずとも、それで良しとする。もし拒まれたなら直ちに帰還せよ。使者たちの帰還を待って（高麗に）兵を発して討伐させる」という。モンゴル使者は未だに江華島に立て籠って違約を重ねる高麗宮廷を詰問し、高宗に旧都の開京へ帰還するよう求めた。

### 高麗朝廷の動き
執政を任された崔沆は高宗に対策を問われると、「国王は軽々しく江華島より出るべきではありません」と答えた。廷臣たちはモンゴル側の出陸の要求に従うべきと考えていたが、崔沆に拒絶の意向を示され、高宗共々これに従ったという。高宗は使者たちを出迎えるよう新安公佺へ人を遣わし、自らは出陸しなかった。使者の多可らは高麗の違約に怒り、モンゴルに帰還してしまう。
同じ1252年12月、モンケの命を受けた諸王イェグは軍を進めると、高麗からモンゴル宮廷に出仕していた質子（トルガク）の永寧公綧を連れて行き、モンゴルの使いとして高宗の元へ参内させる間、東真国のあった地域に進駐した。

### 第六次侵攻と停戦
イェグは1253年5月には先年、使者として高麗を訪れて帰還した阿豆ら16人を改めて派遣したが、進展を見ないまま、ついに高麗は国王が国外へ旅するなど先例がないと拒絶するTemplate:要出典詳細。モンゴル宮廷に仕えていた高麗人の勧めを聞き入れたモンケは、高麗軍の統治をイェグに命じ、イェグはアムカン（阿母侃）を伴って1253年7月に進軍を開始すると高麗に降伏を迫る。高麗はこれを拒絶するが、モンゴルとの抗戦を諦めると農民を集めさせて山城や島嶼部の防御を整えようとした。
その間にも、モンゴルに降伏した高麗人の将の手引きで#ジャライルタイ・コルチ（札剌児帯）は国境を越え、国土を蹂躙していく。イェグが遣わした使者が宮廷に現れると、高宗はついに本土への帰還と、人質として第2王子の安慶公王淐をモンゴルに送ることを承諾する。こうして高麗は降伏し、モンゴルは1254年1月に停戦に応じた。ただし江華島には、高麗朝廷の上層部を留めてあった。
第五次侵攻の高麗人捕虜は20万6800余人、死者は「骸骨、野を蔽う（おおう）」ほどおびただしかったと伝わる。

## 第七次侵攻
翌年、1255年にモンケはジャライルタイ・コルチを大将に立てると大軍を託し、人質に取っておいた高麗人の王綧と#洪福源を預ける。モンゴル軍が甲串対岸に集結して江華島攻撃の機を待つ間に、本国モンゴルでは高麗使節の金守剛がモンケに拝謁して撤兵工作に成功しており、王命が伝わるとモンゴル軍は去っていく。

## 第八次侵攻
第7次戦争末に金守剛の説得でモンゴル軍は撤収したが、恒久の停戦ではなかった。2年を経た1257年、モンゴルは再び高麗を攻め、兵を与えられたのは第6次高麗攻めで功績を残したジャライルタイ・コルチである。高麗政府の交渉はちょうどその頃、使臣として金秀江をモンゴルへ再派遣し、高宗の出陸と親潮を条件にモンケの勅許を取り付けて撤兵が決まる。モンゴルはいったん北に軍隊を下げたものの、高麗の態度と動きをうかがっていた。

## 第九次侵攻

### ジャライルタイ軍の侵攻
江華島に#残留した高麗朝廷の上層部の存在に気づいたモンゴル帝国は、その将兵を処罰させイェグを罷免する。1253年から高麗攻めに加わってきたジャライルタイは、1258年に征東元帥に任じられ、配下のモンゴル軍は第6次の攻撃を開始。すでに貴人と官吏ばかりが要衝へ立て籠った高麗領は、土地の多くを防備もないまま晒され、モンゴル軍は6年にわたり断続的に破壊と略奪を重ねていく。
この第6次侵攻は小休止を挟んで4度の波があったが、第1波の1254年には高麗人20万6800余人を捕虜に取った。殺された民は数えきれず、「蒙古軍が経る所の州郡みな灰燼となる」「骸骨、野を蔽う」と語られるほどの惨状を呈したという。

### 崔氏政権の崩壊と高麗朝廷の降伏
この間、高麗朝廷内部はモンゴルへの対応をめぐり2派に分かれて対立した。交戦に反対し降伏を進めようとする文臣グループ（文班）に対して、崔氏が率いる武臣グループ（武班）はモンゴルとの戦争継続を主張したのである。しかし文臣の筆頭だった柳璥（ユ・ギョン）が武臣の金俊（キム・ジュン）と結託して崔竩（チェ・ウィ）を暗殺して崔氏政権をくつがえすと、モンゴルとの講和が進展する。崔氏滅亡を告げるモンゴル宛て国書で高宗は「今まで我が国が貴国に事大の誠を尽くせなかったのは権臣が政治を奪い貴国へ属するのを嫌がったためであり、崔竩が死んだ今、ただちに都を戻し、貴国の命を聞きます」と全面的な従属を宣言した。

## 戦後

### モンゴル帝国直轄領
以後、旧高麗領の多くはモンゴル領征東行省（高麗行省）となり、モンゴルの役人によって軍政両面の統括を受けた。モンゴルは和州（現在の金野郡）に「双城総管府」を設置し、その周辺を直轄領に編入。1259年4月に王倎をモンゴルに入朝させることを決した。

### クビライと元宗の王政復古

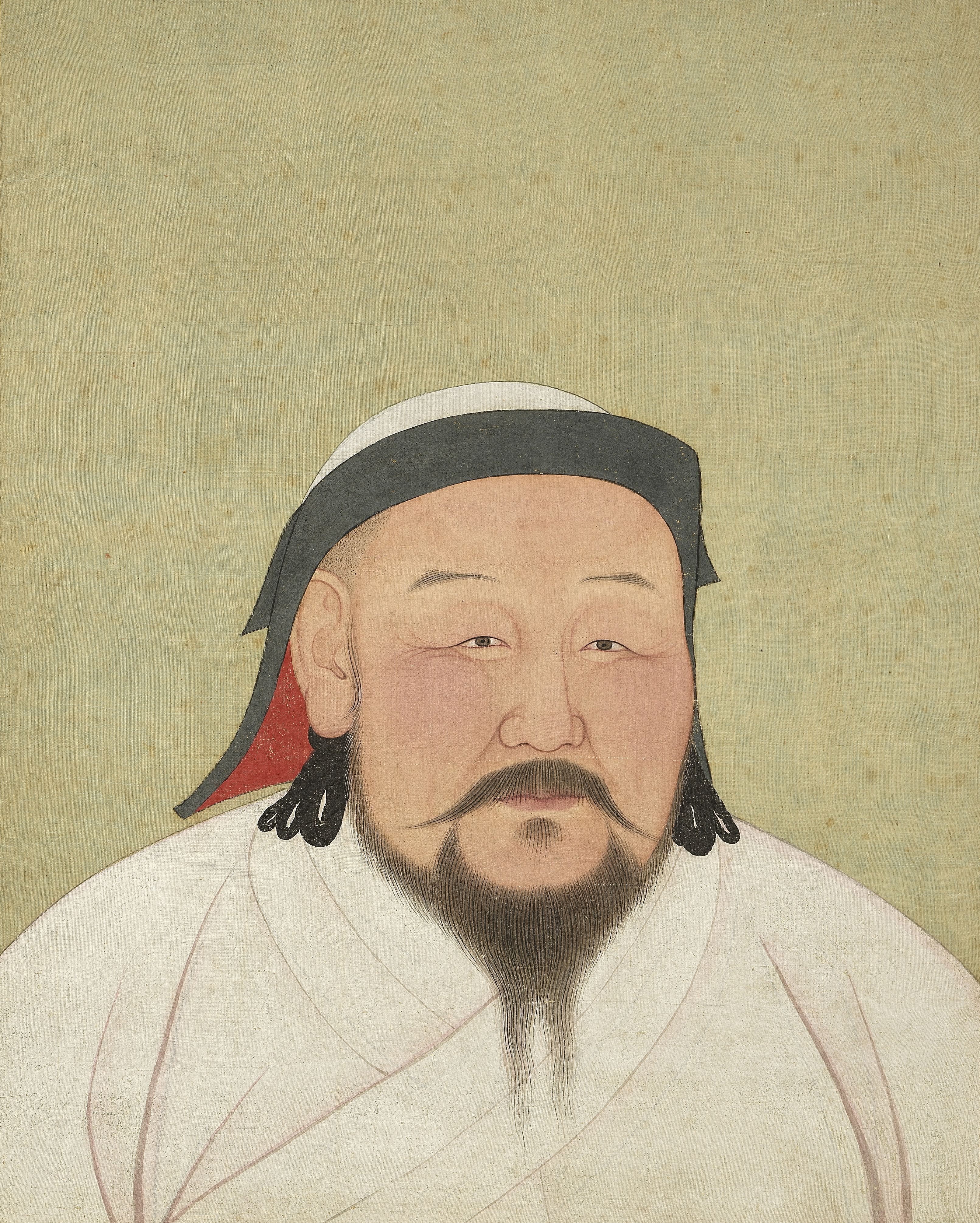
クビライ・カアン

高宗の世子の王倎は、カアンのモンケに拝謁するためモンゴルへ向かうが、モンケは1259年、南宋へ遠征中に急逝したため、モンケの弟で上都開平府へ帰還していたクビライ（後の元世祖）との面談を得た。さらに翌1260年春、今度は高麗側で父高宗が薨去すると、王倎は即位して元宗と名乗る前のクビライに帰国を哀願した。4月12日、モンゴル皇帝に即位したクビライは王倎以下上下朝臣の帰服を嘉した。王倎は重ねて勅命を乞い、モンゴル軍による掠奪を免れること、捕虜や逃民を帰参させてほしいと願い出ると、5月13日に詔諭が下って許された。6月、王倎は子の王僖を入朝させて国王の冊封を受け、王印と虎符（ホフ）を授かった。
以後、元宗は度々モンゴル・元朝へ入貢を行い元朝を背景として権力の安定を図ったが、反モンゴル派はこれを不満として親モンゴル派との対立を深める。1268年、林衍（イム・ヨン）らが権臣・金俊を暗殺、翌年には林らが親モンゴル派の崔坦（チェ・ダン）らとの確執により乱を起こし、元宗を廃して弟の安慶公王淐を擁立しようと企てる。クビライは、入朝していた元宗世子の王諶の献策を聞き入れ、兵3千と5ヵ月分の糧秣を頂くならば自ら同行して騒乱を収めてみせると言う諶に3千、自軍のモンゲトゥ将軍に2千の兵を授けて高麗へ派遣、モンゴル軍は瞬く間に乱を鎮圧した。林衍は急死し、令公として武臣政権の執政者を継いだ林惟茂（イム・ユム）は#文班の洪文系（ホン・ムンギェ）、宋松礼（ソン・ソンネ）らに殺害された。高麗の武臣政権はいよいよ終わりを告げ、王政復古が成った。

### 高麗の分裂
1269年10月、林衍の乱の原因となった親モンゴル派で都統領の崔坦らが、西京（平壌）を中心とする西北面50城を領して、高麗から分離し元に帰属した。クビライは西京を「東寧府」へ改称し東寧路を置いた。またその北の遼寧平原の瀋州（瀋陽）一帯は先に降伏していた洪福源らの一族が統治していた。
一方、林衍一派の残党である裴仲孫（ペ・チュンソン）は残存勢力を集め、高麗王室の傍流にあたる王温を擁立して江華島を脱出、半島西南部の珍島を根拠として「高麗国」を自称した。
これら高麗人が別々に構成した4つの勢力（北から順に洪福源・崔坦・元宗・珍島）をまとめて統治するため、クビライは行中書省を置き、クルムシ（ムカリ国王家）を長官に据えた。クルムシの勧告を受けて元宗は江華島を退去し、開京に還都し、ここに約40年にわたった江華島政権は終了した。

### 三別抄の乱と高麗征服の完了
しかし江華島からの退去に従わない武人は、高麗の首都警備軍である「三別抄（サムピョルチョ）」を主力として反乱を起こし、珍島臨時政府に合流してモンゴルに抵抗した（三別抄の乱）。クビライはヒンドゥ（忻都）に騎兵5千を授けて金州に駐屯させ、元宗に三別抄討伐のために軍船を造らせる一方、後に2度の元寇に従軍することになる洪福源の子の洪茶丘（ホン・タグ）にも屯田兵を率させた。
1271年、この年からクビライは国号を「大元」と改める。アカイ率いる第1次珍島討伐は失敗に終わった。同年3月、三別抄は日本の朝廷に対して援軍と兵糧を求めたが、日本側では事態がよく理解できておらず、この要求は無駄に終わった。同5月ヒンドゥ率いる元・高麗連合軍が珍島を攻略し、モンゴルとして初めて海戦に勝利して、王温を捕らえ斬刑に処した。
なおも三別抄の指導者金通精らは、属国の耽羅国（済州島）へ逃れて耽羅国王を追い出し籠城したが、ヒンドゥ兵1万2千は1273年軍船108艘に分乗して耽羅を攻略。三別抄勢力を壊滅させた元朝は耽羅総管府を設置、高麗征服事業は完了した。

## モンゴルによる政治的支配

### 征東行省による統治
征東行省が臨時機関から常設組織へと変質した1287年以降は、政治・軍事に加え行政も征東行省によって処理されるようになり、高官以下行政官の人事権も征東行省が握り、賦税も元の朝廷へ収めるよう変更されるなど、旧高麗は直接統治下（羈縻支配体制であり、他の行省ほど集権的ではなく、一定の自治権を残していたと考えられている）に組み込まれていった。イルハン朝で編纂された『集史』には「（高麗王）はクビライに寵愛され王と称してはいたが、実際には王では無かった」とある。高麗王が官制をモンゴル式から高麗風に改めようとした事もあるが、元の役人から反感を買って廃され、達成されることは無かった。

### その後の高麗王室
その後、高麗王室と元皇室や元の貴人は互いに姻戚を結び、4代の高麗王は元朝宮廷において最高ランクの金印獣紐を授けられる諸王・駙馬のひとつ「駙馬高麗王」の地位を得る。元宗の子の忠烈王（在位1274年 - 1298年、復位1298年 - 1308年）にクビライの皇女クトゥルク＝ケルミシュ公主（斉国大長公主 忽都魯堅迷失）が嫁下した。
第1・2次の征東行省において高麗国王は次官（長官は右丞相の阿剌罕、阿塔海ら）となった、第3次では無官となるが忠烈王の復位した際に再び左丞相に任じられた。恭愍王（在位1351年 - 1374年）に至るまで約80年間、歴代国王は世子の時期にモンゴル宮廷に人質（トルカク）として赴き、ケシクなどのモンゴル宮廷での歴代モンゴル皇帝近辺での職務に従事し、これによってモンゴル名を与えられ、またモンゴル貴人の娘を娶り、前王が逝去した後に帰国し、高麗王に就くのが慣例となる。
クビライ時代は「帰順が遅かった叛逆諸侯のひとつ」としてクビライからカルルク王家と比べられてなじられる場面もあったが、クビライ晩年に起こったナヤン・カダアンの乱の鎮圧にも従事し、その鎮圧にあたった皇孫テムルがクビライを継いでモンゴル皇帝に即位すると、高麗王家の地位は上がった。しかし、クビライ王家との姻戚を深めることは同時にテムル没後のクビライ王家内における皇位継承紛争の影響を直接受けることに繋がり、モンゴル宮廷の高麗王族・官僚と高麗王室で確執が生じ、大都宮廷での内紛に伴うモンゴル皇帝の交替に伴い高麗王の改廃も生じる事態となった。また、高麗から宮廷などへ高麗王族と貴族が出仕する例が増え、高麗国内よりも高位の職を得る人物も出現した。元朝最後の皇帝（カアン）となったトゴン・テムルの皇后となりアユルシリダラ（北元2代ハーン）を生んだ完者忽都皇后（奇皇后）は、高麗からモンゴル宮廷に宮仕えのために出された宮女であった。

### 忠烈王の親モンゴル政策と日本侵攻（元寇）
特に忠烈王は父の元宗の路線を継承し、親モンゴル政策に傾倒した。忠烈王は元宗廃位事件によって父元宗救出のためモンゴル軍の出動を要請したおりに、高麗は以後モンゴル側への出征には率先して労力を惜しまない、という言質を与えたため、クビライの日本侵攻の意志が固まる頃には、その応対に「率先して当たる」態度を幾度も示さねばならなかった。出征に供出する兵員や人員、装備は高麗の国情にとっては重い負担だったようで、クビライの要求を受け入れつつ負担の軽減をその都度嘆願し、場合によっては自弁し切れなかった武器などを元軍から支給してもらうなどしていた。日本侵攻の為の第二、三次征東行省が置かれたが、高麗国王がその次官である左丞相となった。
文永・弘安の役に関わる一連の出来事は高麗王にとって、一面では高麗王家の地位安定に向けた絶え間ない危機と模索の時期であったともいわれる。日本への最初の侵攻となった文永の役（1274年）は、三別抄鎮圧の翌年、遠征軍出発に先立つ高麗世子の王諶と皇女のクトゥルク＝ケルミシュと婚姻、直後に元宗が死没しており、その喪が明けると同時に世子の王諶は忠烈王として即位した年でもあるという、高麗にとっても目まぐるしい年であった。征東行省を運営したダルガチ以下のモンゴル人の役人は、高麗では貴族として扱われた。

### 耽羅島（済州島)
耽羅島（済州島）は元々高麗に属さず、また牧草に富み馬群の放牧に最適な地でもあり、対日本・南宋への絶好の軍事的位置でもあることから直轄地とされた（現在でも馬の毛色の名前にモンゴル語の影響が残っている）。高麗は1374年に軍隊2万5千人を送って牧胡を虐殺し直轄地にした（牧胡の乱）。

## モンゴル支配からの脱却と高麗滅亡
1350年代、元朝の衰えが顕著となると、恭愍王は親元勢力を排除し、元の外戚として権勢を振るっていた奇氏を討伐。崔瑩（チェ・ヨン）や李成桂（イ・ソンゲ）らの武人を登用して1356年に元から高麗旧領土を奪い返し、ようやくモンゴル支配から脱して独立した。そのころ、大陸で紅巾の乱が発生し、紅巾軍が朝鮮半島にも到来するが高麗軍は撃退に成功する。また同時期に倭寇の襲来にも高麗は悩まされており、1389年には朴葳（パク・ウィ）が対馬征伐を行なっている（高麗・李氏朝鮮の対馬侵攻）。
この過程で力を得た李成桂によって1392年に李氏朝鮮が成立し、高麗王朝は滅亡した。

## 高麗のモンゴル侵攻認識
A
B
C
D
E
モンゴル皇帝に差し出す公式文書「啓」（A）では、モンゴル皇帝に対して「天」や「父母」と同様の絶対的服従を表明しており、朝鮮から日本への国書（B）及び忠烈王のモンゴル皇帝への奏上文（C）では、モンゴルを「大国」「上国」、それに対して自国を「小邦」と表現しており、モンゴル皇帝に陳情した書面（D）では、高麗は「海外の小邦」であり、大国に対して常に「事大の礼」を行って臣事し、「朝貢の礼」を行ってきたことを認める一方、宗廟への祈告文（E）では、塗炭の苦しみを味わうような侵略に対しては都度「義兵」を起こして抵抗し、国内の謀反勢力を掃討しながら統一を保ってきたと力説されている。
森平雅彦は、「高麗がモンゴルに送った啓では、モンゴル官人に対して尊官・貴人に対する尊敬である『閣下』を用い、モンゴル官人側の指示・命令についても尊官・貴人のおおせを意味する『鈞旨』を用いる一方、自国のことは『小国』『小邦』『弊邑』と卑称している。したがって、基本的には相手を上にたてた形式で書かれたものとみて大過なかろう」と述べており、蒙古（モンゴル）を「天」「父母」「大国」「上国」と表現しているのは、高麗のそれまでの対中国認識をそのままモンゴルに当てはめ、モンゴルを中国皇帝＝「天」に代置するものとして認識していたと示し、自国（高麗）を「弊邑」「小邦」と表現しながらも、侵略に対しては「義兵」によって防御し、謀反の徒に対しては「尺剣」によって掃討して統一を保ってきたと強調される点から、三国統一が高麗のナショナル・アイデンティティとなったことがうかがわれる。

## 史料
- 宋濂; 高啓; et al, eds (1369) (中国語). 元史[注釈 7]
- 計210巻の内訳

- 本紀47
- 表8
- 志58
- 列伝97

- 『元高麗紀事』
  - [書写者不明] (中国語). 元高麗紀事. CRID 1130000797211647104
- 『高麗史』[注釈 8]
- 『高麗史節要』[注釈 9]
- 『東国通鑑』